# 博隆 (伊勒-维莱讷省)
博隆（法語：Baulon，法語發音：[bolɔ̃]）是法国伊勒-维莱讷省的一个市镇，位于该省西南部，属于勒东区。

## 地理
博隆（47°59'7"N, 1°55'54"W）面积25.02 平方千米，位于法国布列塔尼大區伊勒-维莱讷省，该省份为法国西北部沿海省份，位于布列塔尼半岛东部，北濒大西洋，西接阿摩尔滨海省和莫尔比昂省，南至大西洋卢瓦尔省，西南端接曼恩-卢瓦尔省，东临马耶讷省，东北与芒什省接壤。
与博隆接壤的市镇（或旧市镇、城区）包括：圣蒂里亚勒、博韦勒、布雷阿勒苏蒙福尔、拉沙佩勒-布埃克西克、戈旺、吉尼昂、拉西、马克桑。

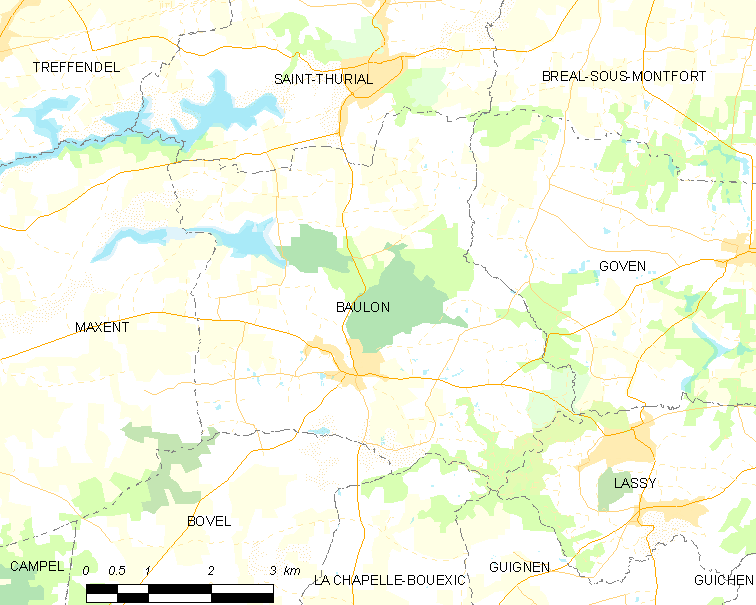
的OSM定位图

博隆的时区为UTC+01:00、UTC+02:00（夏令时）。

## 行政
博隆的邮政编码为35580，INSEE市镇编码为35016。

## 政治
博隆所属的省级选区为吉尚县。

## 人口

1962-2008年间人口变化图示

博隆于2022年1月1日时的人口数量为2208人。